# Blanche, avagy a szegény rokon
A Blanche, avagy a szegény rokon (Családi történet) Csathó Kálmán regénye, melyet a Singer és Wolfner Rt. adott ki 1918-ban Budapesten.
Az írót a vidéki dzsentri társadalma érdekli, annak alakjait ábrázolja jól megfigyelt, árnyaltan megrajzolt jelenetekben. 

## Cselekménye
A Blanche…, melyet az író családi történetnek nevez, inkább hosszabb elbeszélés, mint regény. A vidéki magyar úri családba, melybe az úrnő rokonságán kívül fiúk és lányok, vők és menyek is tartoznak, belecsöppen egy fiatal árva lány. Blanche, az úrnő 22-23 éves unokahuga Drezdában nevelkedett. Apját a család annak idején kitagadta, mert egy német színésznőt vett feleségül. Most az árva lányt mégis magukhoz ölelik, inkább családi összetartozásból és úri gőgből, mint szeretetből. A megérkező Blanche azonban nem olyan szenvedő, gyászoló, félszeg teremtés, amilyet vártak, hanem életvidám, elegáns nagyvárosi lány. Csakhamar fel is forgatja a házat: elcsavarja a férfiak fejét, a nőket beavatja a szépségápolás rejtelmeibe és rákapatja a kacérkodásra. Miután még unokahugától is elhódította falusi gavallérját, hirtelen eltűnik.

## Jellemzői
A cselekménynek nincs központi magva – írta a könyv megjelenésekor kritikusa, Császár Elemér –, minden része önálló epizód, telve a részletek igazságával és találó megfigyelésekkel. Alakjai inkább sémák, mint élő emberek, és nem elég tartalmasak; még Blanche alakja sem. Blanche és a vendéglátó rokonság – két külön világ, de csak civilizáltságuk fokában különböznek. Blanche nem műveltebb vagy mélyebb érzésű a többieknél, csak raffináltabb. Egyetlen fölénye, hogy ismeri a testápolás és kozmetika titkait. 
A regény érdeme az elbeszélés friss, könnyed hangja. A Blanche… mégsem csak kellemes olvasmány, hanem korkép is: az első világháború előtti vidéki úri élet valós ábrázolása. Az író jól látja a dzsentri társadalom gyakori hibáit: a kicsinyes önzést, a műveletlenséget, a jellem bizonyos gyengeségét, de nem ábrázolja a kedélyességet, ami pedig – a kritikus szerint – a dzsentri családi élet jellemző vonása. 
A regényből később színpadi változat készült, Az új rokon című vígjátékban Blanche alakját Bajor Gizi keltette életre. 